# Амблиопсовые

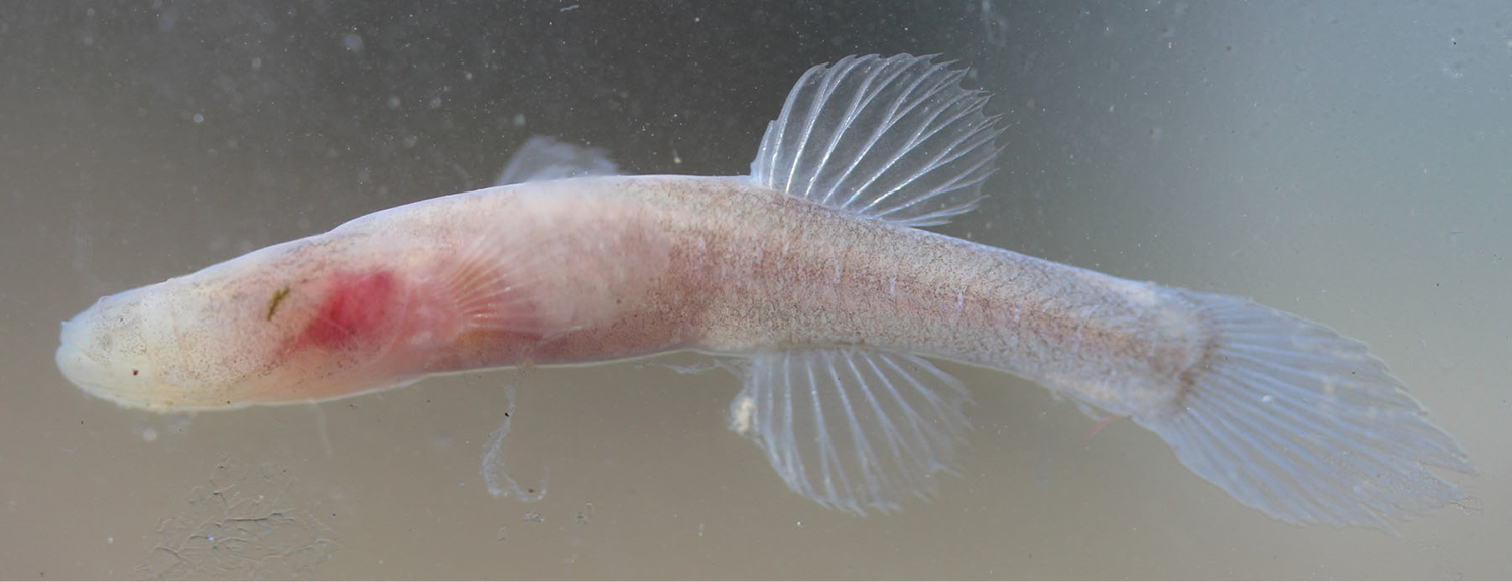
Typhlichthys subterraneus

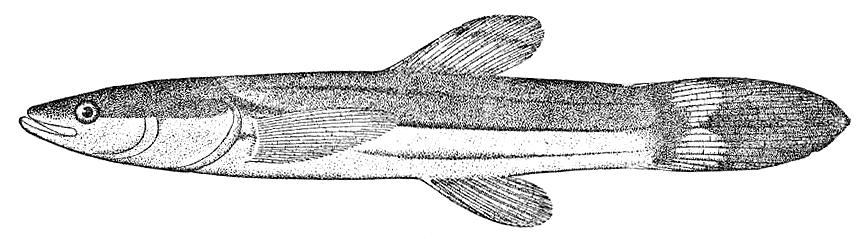
Рогатый хологастер

Амблиопсовые, или слепоглазковые (лат. Amblyopsidae), — семейство пресноводных лучепёрых рыб из отряда перкопсообразных.
Естественной зоной обитания являются тёмные водоёмы (подземные озера, реки и ручьи), родники и болота в восточной части США. Как и остальные троглобионты, большинство амблиопсовых утратило органы зрения и пигментацию. Изучено более 200 видов подземных рыб, но только 6 из них принадлежат к этому семейству. Представители Forbesichthys agassizii обитают как подземных, так и в наземных водоёмах, Chologaster cornuta — исключительно наземный вид, жители болот.

## Классификация
На июль 2018 года в семейство включают 5 родов и 7 видов:
- Род Amblyopsis DeKay, 1842 — Слепоглазки, или амблиопсы
  - Amblyopsis hoosieri Niemiller, Prejean & Chakrabarty, 2014
  - Amblyopsis rosae (Eigenmann, 1898) — Розовый амблиопс, или розовая слепоглазка
  - Amblyopsis spelaea DeKay, 1842 — Пещерный амблиопс, или пещерная слепоглазка
- Род Chologaster Agassiz, 1853 — Хологастеры, или пещерные рыбы
  - Chologaster cornuta Agassiz, 1853 — Рогатый хологастер, или рисовый хологастер, или болотный хологастер
- Род Forbesichthys Jordan, 1929
  - Forbesichthys agassizii (Putnam, 1872) — Хологастер Агассица
- Род Speoplatyrhinus Cooper & Kuehne, 1974 — Плоскоголовые слепоглазки
  - Speoplatyrhinus poulsoni Cooper & Kuehne, 1974 — Алабамская плоскоголовая слепоглазка
- Род Typhlichthys Girard, 1859 — Тифлихты
  - Typhlichthys subterraneus Girard, 1859 — Южный тифлихт, или южная слепоглазка